# Паулінью (футболіст, 2000)
Пауло Енріке Сампайо Фільйо (порт. Paulo Henrique Sampaio Filho), більш відомий як Паулінью (порт. Paulinho, нар. 15 липня 2000, Ріо-де-Жанейро) — бразильський футболіст, фланговий півзахисник клубу «Атлетіку Мінейру».

## Клубна кар'єра
Народився 15 липня 2000 року в місті Ріо-де-Жанейро. Вихованець футбольної школи клубу «Васко да Гама». 13 липня 2017 року в матчі проти «Віторії» з Салвадора він дебютував у бразильській Серії А, вийшовши на поле на заміну на 90-й хвилині замість Яго Пікашу. Загалом у рідній команді взяв участь у 18 матчах чемпіонату.
27 квітня стало відомо, що Паулінью переходить в «Баєр 04». Контракт, який розрахований до літа 2023 року, вступає в силу 15 липня 2018 року. Станом на 12 грудня 2018 року відіграв за команду з Леверкузена 6 матчів в національному чемпіонаті.

## Виступи за збірні
2015 року дебютував у складі юнацької збірної Бразилії, взяв участь у 28 іграх на юнацькому рівні, відзначившись 8 забитими голами.
У 2015 році з командою до 15 років став переможцем юнацького чемпіонату (U-15) Південної Америки, забивши на турнірі три голи. А через два роки, у 2017 році, з командою до 17 років виграв і юнацького чемпіонат (U-17) Південної Америки в Чилі, забивши на турнірі два голи, в тому числі один з них у фінальному матчі з господарями чилійцями.
Цей результат дозволив бразильцями вийти на юнацький чемпіонат світу 2017 року в Індії, де Паулінью також взяв участь, забив три голи і допоміг команді здобути бронзові нагороди.

## Статистика виступів

### Статистика клубних виступів
| Сезон                     | Команда                   | Чемпіонат                 | Чемпіонат | Чемпіонат | Національний кубок | Національний кубок | Національний кубок | Континентальні кубки | Континентальні кубки | Континентальні кубки | Інші змагання | Інші змагання | Інші змагання | Усього | Усього |
| Сезон                     | Команда                   | Ліга                      | Ігор      | Голів     | Ліга               | Ігор               | Голів              | Ліга                 | Ігор                 | Голів                | Ліга          | Ігор          | Голів         | Ігор   | Голів  |
| ------------------------- | ------------------------- | ------------------------- | --------- | --------- | ------------------ | ------------------ | ------------------ | -------------------- | -------------------- | -------------------- | ------------- | ------------- | ------------- | ------ | ------ |
| 2016                      | «Васко да Гама»           | A+ЛК                      | 10+1      | 0         | КБ                 | 5                  | 0                  | -                    | -                    | -                    | -             | -             | -             | 30     | 3      |
| 2017                      | «Васко да Гама»           | A+ЛК                      | 9+3       | 1+0       | КБ                 | 0                  | 0                  | -                    | -                    | -                    | -             | -             | -             | 31     | 0      |
| 2018                      | «Васко да Гама»           | A+ЛК                      | 0+8       | 0+2       | КБ                 | 0                  | 0                  | КЛ                   | 0                    | 0                    | -             | -             | -             | 31     | 0      |
| Усього за «Васко да Гама» | Усього за «Васко да Гама» | Усього за «Васко да Гама» | 31        | 3         |                    | 5                  | 0                  |                      | 5                    | 2                    |               | -             | -             | 41     | 5      |
| Усього за кар'єру         | Усього за кар'єру         | Усього за кар'єру         | 31        | 3         |                    | 5                  | 0                  |                      | 5                    | 2                    |               | -             | -             | 41     | 5      |

## Титули і досягнення
- Олімпійський чемпіон (1): 2020
- Чемпіон Південної Америки (U-17): 2017
- Чемпіон Південної Америки (U-15): 2015